# Vratislav Lokvenc
Vratislav Lokvenc (n. 27 septembrie 1973) este un fost fotbalist ceh, care a jucat pe postul atacant. După ce a jucat fotbal la echipele de tineret ale lui Náchod și Hradec Králové, și-a început cariera de fotbalist profesionist la Hradec. După ce s-a transferat la Sparta Praga, a câștigat cinci titluri de campionat și o cupă, precum și premiul pentru cel mai bun marcator din 1999-2000. Ulterior, a jucat în străinătate, în țări europene precum Germania, Austria și Elveția pentru 1. FC Kaiserslautern, VfL Bochum, Red Bull Salzburg, FC Basel și FC Ingolstadt 04. S-a retras în 2009.
Lokvenc a jucat 74 de meciuri pentru echipa națională a Cehiei, pentru care a marcat 14 goluri. A jucat la Cupa Confederațiilor FIFA din 1997 înainte de a participa la trei competiții majore. El și-a făcut trei apariții ca rezervă la Euro 2000 și a jucat într-un meci de la Euro 2004. Ultimul său turneu internațional a fost Campionatul Mondial din 2006, la care a jucat în primele două meciuri din grupe, ratându-l pe al treilea din cauza unei suspendări. Cehia nu s-a calificat pentru următoarea rundă a competiției, iar Lokvenc s-a retras de la națională în 2006.

## Cariera pe echipe

### Primul succes
Lokvenc s-a născut într-o familie de fotbalști; tatăl său, numit și Vratislav Lokvenc, a jucat fotbal la FK Ústí nad Labem din a doua ligă de fotbal a Cehoslovaciei și la Náchod. Născut în 1973, Lokvenc și-a început cariera de fotbalist profesionist în timpul sezonului 1992-1993 cu Hradec Králové, ajungând la Sparta Praga în octombrie 1994. El a jucat în Cupa UEFA pentru Sparta, în sezonul 1995-1996, marcând primul gol și oferind o pasă decisivă pentru al doilea din victoria cu 2-1 împotriva clubului danez Silkeborg IF, în urma căruia Sparta s-a calificat mulțumită regulii golului marcat în deplasare în turul doi. A înscris un gol la scurt timp după ce a intrat pe teren într-un meci din primul tur al Cupei Cupelor din sezonul 1996-1997 împotriva lui Sturm Graz din Austria; meciul s-a terminat cu scorul de 2-2.
Lokvenc a petrecut șase sezoane la Sparta Praga, cu care a câștigat cinci titluri în campionat și Cupa Cehiei 1995-1996. În martie 2000, într-un meci împotriva lui České Budějovice, Lokvenc a marcat de patru ori pentru Sparta, în meciul care s-a terminat cu 4-1. Astfel a devenit al treilea jucător din campionatul ceh care a înscris de patru ori în același meci, după Josef Obajdin și Robert Vágner. Lokvenc a marcat de două ori în derby-ul Pragăi împotriva lui Slavia Praga în mai 2000, într-o victorie de 5-1, în urma căreia Sparta a obținut titlul. El a fost cel mai bun marcator al Primei Ligi din Cehia în sezonul 1999-2000 cu 22 de goluri, egalând recordul din acel moment din campionat, care a rămas până când David Lafata a înscris 25 de goluri în sezonul 2011-2012.

### Germania
Lokvenc s-a alăturat echipei 1. FC Kaiserslautern din Bundesliga germană în 2000, cu care a semnat un contract înainte de Campionatul European din 2000. În aceeași perioadă, una din fiicele sale s-a născut la Lokvenc în mai 2000. El a înscris șase goluri într-un meci amical scor 11-1 împotriva unei echipe de amatori înainte de începerea sezonului. În decembrie 2000, Lokvenc a înscris în Cupa UEFA împotriva lui Rangers, ajutându-și echipa să se califice pentru optimile competiției. În următoarea rundă Kaiserslautern a picat cu Slavia Praga; după ce primul meci s-a terminat fără goluri, Lokvenc a marcat singurul gol din dubla manșă în urma căreia Slavia a fost eliminată. A marcat un hat-trick în sfertul de finală al DFB-Pokal din 2002-2003 împotriva lui Bochum, într-un meci care s-a terminat cu scorul de 3-3, dar care a fost câștigat de Kaiserslautern după loviturile de departajare. Lokvenc a jucat în finala competiției la sfârșitul lunii mai 2003, dar echipa sa a fost învinsă cu 3-1 de către câștigătoarea campionatului, Bayern München, care a reușit să câștige dubla în acel sezon.
Kaiserslautern a anunțat faptul că Lokvenc va fi vândut în aprilie 2004, din cauza faptului că clubul nu îi putea oferi salariul dorit. A ajuns la VfL Bochum din Bundesliga în vara anului 2004, fiind de acord cu transferul înaintea Campionatului European. Bochum a retrogradat de Bundesliga după 33 de meciuri din 34 de meciuri, iar Lokvenc a înscris cel de-al zecelea gol al  sezonului într-o victorie cu 2-0 obținută în fața echipei situate pe locul al treilea, Stuttgart.

### Ultimii ani din cariera de fotbalist
Lokvenc a semnat cu Red Bull Salzburg în vara anului 2005, respingând ofertele venite din partea lui Portsmouth și Hertha Berlin. El a descris mutarea sa în Salzburg drept „cel mai bun transfer al vieții mele” fiind adus de echipă alături de jucătorii Thomas Linke și Alexander Zickler care jucau pentru Germania. Lokvenc a jucat în doar patru meciuri de campionat în primul său sezon la Red Bull Salzburg, suferind o intervenție chirurgicală în urma unei accidentări a genunchiului drept în noiembrie. S-a întors în echipă în mai 2006, jucând pentru prima dată într-un meci din iulie 2005, intrând pe teren în înfrângerea cu 2-1 împotriva lui Pasching. Clubul a terminat sezonul în clasament în urma Austriei Viena.
Lokvenc a marcat primul gol al Bundesligii din Austria 2006-2007 într-un meci din decembrie împotriva lui Altach, marcând scorul egalizator care a dus meciul la 1-1. Red Bull a câștigat campionatul în aprilie 2007, cu cinci meciuri înainte de terminarea campionatului.
În octombrie 2007, Lokvenc a marcat singurul gol din prima semifinală a Cupei UEFA de la Salzburg împotriva lui AEK Atena. Acest gol nu a fost însă suficient pentru ca echipa sa să avanseze, după ce a pierdut cu 3-0 în prima manșă. Lokvenc a jucat mai puțin pentru Salzburg în sezonul 2007-2008 lucru care l-a nemulțumit și l-a făcut să fie împrumutat la Basel din Superliga Elvețiană pentru restul sezonului. A marcat în victoria din semi-finala Cupei Elveției cu 1-0 de la Basel împotriva lui Thun. Echipa sa a câștigat titlul de campioană în 2008 și Cupa Elveției din 2008.
Lokvenc s-a întors în Germania în vara anului 2008, alăturându-se Ingolstadtului din 2. Bundesliga.
După ce și-a terminat cariera de fotbalist profesionist, Lokvenc a lucrat ca scouter în Cehia și Slovacia pentru fosta sa echipă, Basel. A jucat, de asemenea, fotbal în divizia a patra a Cehiei pentru Unirea Čelákovice. A continuat să fie activ fizic după ce și-a terminat cariera de fotbalist, participând la în Semimaratonul de la Praga din 2010 alături de fostul său coechipier de la naționala Cehiei, Pavel Nedvěd. El a fost din nou prezent la aceeași întrecere în 2015, participând într-o echipă de ștafetă alături de Nedvěd, fotbalistul Tomáš Hübschman și de Miss Republica Cehă, Tereza Skoumalová.

## La națională
Lokvenc și-a reprezentat țara la categoria sub 21 de ani, marcând șapte goluri în 13 meciuri între 1993 și 1995. El a jucat pentru prima oară la echipa națională a Cehiei în 1995. Lokvenc a făcut parte din echipa Cehiei care a participat la Cupa Confederațiilor FIFA din 1997 din Arabia Saudită. El a intrat din postura de rezervă în meciul din grupe împotriva Emiratelor Arabe Unite și a început ca titular în cel de-al treilea meci din play-off cu Uruguay, pe care Cehia l-a câștigat și în urma căruia a terminat turneul pe locul trei.

### Euro 2000
La Euro 2000, Lokvenc a intrat ca rezervă în primul meci din grupe jucat de Ceha împotriva Țărilor de Jos, înlocuindu-l pe Pavel Nedvěd în minutul 89, partidă pierdută cu scorul de 1-0 El l-a înlocuit pe Radek Bejbl în al doilea meci al grupei, împotriva Franței, în minutul 49 al înfrângerii cu 2-1. Lokvenc a jucat și în al treilea meci din grupe împotriva Danemarcei, deși, datorită faptului că ambele echipe care și-au pierdut ambele meciuri anterioare, niciuna din aceste două nu a avansat în următoarea rundă a competiției. El a intrat în minutul 79, înlocuindu-l pe Vladimír Šmicer într-o victorie cu 2-0 pentru națiunea sa.

### Euro 2004
Lokvenc a marcat de două ori intrând pe teren din postura de rezervă într-un meci de calificare din iunie 2003 împotriva Moldovei, marcând ambele goluri cu capul într-o victorie de 5-0 pentru țara sa. A jucat într-un meci la Euro 2004. El a început ca titular în meciul din grupă împotriva Germaniei, făcând parte dintr-un grup de jucători trimis pe teren care a fost descris de BBC drept „o a doua echipă a Cehiei”, dar nu a marcat niciun gol și a fost înlocuit de Milan Baroš după 59 de minute. Cehia a câștigat meciul cu 2-1.

### Campionatul Mondial din 2006
În timpul meciurilor de calificare la Campionatul Mondial, Lokvenc a marcat cinci goluri pentru țara sa. Într-un meci din noiembrie 2004, din deplasare cu Macedonia, a intrat pe teren în minutul 76 ca înlocuitor al lui Zdeněk Grygera într-o remiză albă. El a marcat primul gol al meciului cu capul, înainte ca Jan Koller să ducă scorul la 2-0 pentru a câștiga meciul. În martie 2005, Lokvenc a marcat din nou golul decisiv, de data aceasta împotriva Finlandei la Teplice. Într-un meci în care cehii au condus cu 3-1, Finlanda a marcat de două ori ducând scorul la 3-3, însă Lokvenc a făcut 4-3, cu trei minute rămase până la final. Patru zile mai târziu, Lokvenc a marcat un alt gol, dintr-o centrare venită de la Baroš, într-o victorie cu 4-0 împotriva Andorrei. În luna iunie a aceluiași an, Lokvenc a marcat primul și ultimul gol al victoriei de acasă cu 8-1, tot împotriva Andorrei.
La Campionatul Mondial din 2006, Lokvenc a intrat în locul lui Jan Koller care s-a accidentat în primul meci din grupe, împotriva Statelor Unite. El nu a înscris, dar a primit un cartonaș galben, iar Cehia a câștigat partida cu 3-0. A început ca titular în al doilea meci în grupe, împotriva Ghanei, în lipsa celorlalți atacanți, Koller și Baroš, care erau accidentați. El a primit un alt cartonaș galben în acest meci, pe care Ghana l-a câștigat cu 2-0. Datorită faptului că a primit două cartonașe galbene, a fost suspendat pentru ultimul meci din grupe pentru țara sa, împotriva Italiei. Cehia a pierdut în fața Italiei și, prin urmare, nu a reușit să treacă de grupe. Lokvenc și-a anunțat retragerea de la națională în septembrie 2006, devenind al treilea jucător care s-a retras după Campionatul Mondial, după Karel Poborský și Pavel Nedvěd. A marcat în total 14 goluri în 74 de meciuri pentru Cehia.

## Stil de joc
Lokvenc a fost remarcat în special pentru înălțimea sa, fiind considerat drept un „atacant pivotant”, reușind să creeze panică în duelurile aeriene așa cum o făcea și coechipierul său  Jan Koller. Puterea lui a fost de asemenea unul din punctele sale forte.